# Takao Itō (Skispringer)
Takao Itō (jap. 伊藤 高男, Itō Takao; * 5. November 1952) ist ein ehemaliger japanischer Skispringer.
Itō bestritt mit der Vierschanzentournee 1973/74 sein erstes internationales Turnier. Dabei blieb er jedoch wie auch 1974/75 und 1976/77 erfolglos. Großes Aufsehen erregte er bei der Skiflug-Weltmeisterschaft 1973 in Oberstdorf, als er auf 176 Meter flog und schwer stürzte. Diese Weite hätte einen Skiflugweltrekord dargestellt und die tags zuvor erzielte Bestmarke von Heinz Wosipiwo um sieben Meter übertroffen. Itō konnte danach am weiteren Verlauf der WM nicht mehr teilnehmen und belegte Platz 51. Er startete auch bei der Skiflug-Weltmeisterschaft 1975 und erreichte dort seine persönliche Bestweite von 114 m.
Itō nahm am 13. Januar 1980 an seinem ersten und einzigen Springen im Skisprung-Weltcup teil. In seiner Heimat Sapporo erreichte er dabei mit dem 9. Platz sieben Weltcup-Punkte. Dadurch belegte er am Ende der Weltcup-Saison 1979/80 gemeinsam mit Paul Egloff und Jan Holmlund sowie seinen Landsleuten Shin’ichi Tanaka und Toshihiro Hanada den 79. Platz in der Weltcup-Gesamtwertung.